# Tibor Linka
Tibor Linka (13 février 1995 à Šamorín) est un kayakiste slovaque pratiquant la course en ligne.
Il est champion du monde du K4-1000m en 2015 à Milan et fait partie l'année suivante de l'équipage médaillé d'argent avec Erik Vlček, Juraj Tarr et Denis Myšák en K4 1000 mètres aux Jeux olympiques d'été de 2016 à Rio de Janeiro.